# Luz i Vogël
Luz i Vogël è una frazione del comune di Kavajë in Albania (prefettura di Tirana).
Fino alla riforma amministrativa del 2015 era comune autonomo, dopo la riforma è stato accorpato, insieme agli ex-comuni di Golem, Helmës e Synej a costituire la municipalità di Kavajë.

## Località
Il comune era formato dall'insieme delle seguenti località:

### Luz i Vogel
- Vorrozen
- Beden
- Blerimaj

### Ricorrenze
Le ricorrenze principali dell comune:
- ogni venerdì nel paesino, nella piazza principale si può trovare il bazar dove la gente si riunisce a comprare e vendere oggetti.

## Sport

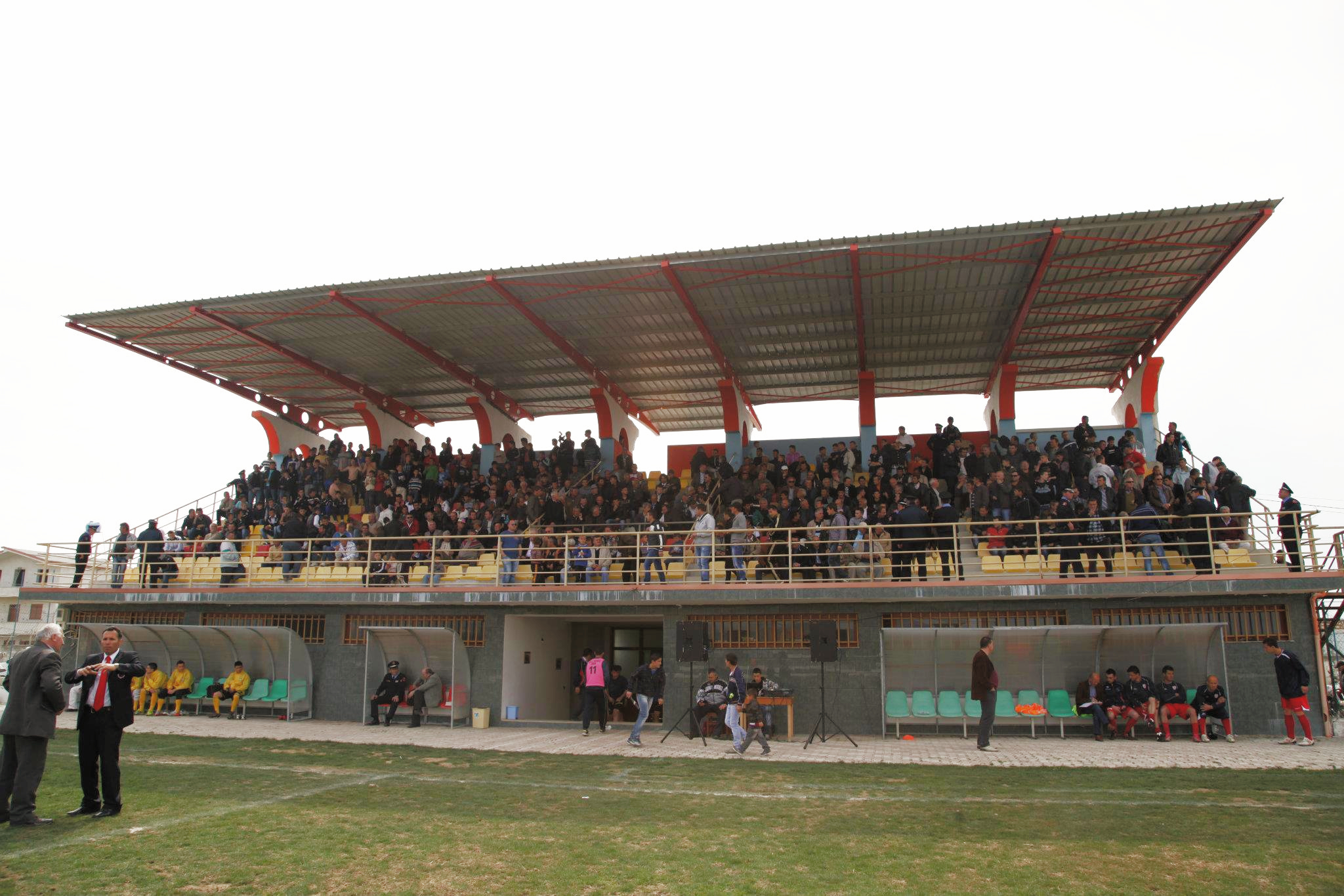
Lo stadio Luzi

Nel novembre 2008, il presidente del club, Lavdim Lusha, e i suoi due fratelli imprenditori della piccola città di Luz i Vogël hanno chiarito l'intenzione di investire fino a 400.000 euro nella ricostruzione dello stadio. I tre fratelli Lavdim, Sokoli e Albert Lusha hanno reso pubblica la notizia ad un evento FSHF nella città a cui hanno partecipato sia i presidenti del Teuta Durrës che del Besa Kavajë. Il club attualmente gioca nello Stadiumi Luz i Vogël 2008 a Kavajë. Lo stadio è stato costruito nel 2008 dal consiglio di Luz i Vogël ed è stato pagato a loro spese. Lo stadio detiene attualmente 600 posti. La superficie di gioco è tutta erba naturale. Tuttavia, lo stadio non hanno una zona disabili o un sistema di telecamera professionale in atto. Il Besa Kavajë ha anche usato lo stadio per partite amichevoli e di coppa.